# Imanlar (Choucha)
Imanlar est un village de la région de Choucha en Azerbaïdjan.

## Histoire
En 1992-2020, Imanlar était sous le contrôle des forces armées arméniennes. En 2020, le village d'Imanlar a été restitué sous le contrôle de l'Azerbaïdjan.